# Vicky Jenson
Victoria Jenson, detta Vicky (Los Angeles, 4 marzo 1960), è una regista statunitense.
Impegnata nel mondo dell'animazione alla DreamWorks Animation e alla Disney, è nota per aver co-diretto Shrek, il primo film a vincere un Oscar al miglior film d'animazione.

## Biografia
Vicky Jenson iniziò come artista di sfondo alla Hanna-Barbera nel 1977 e divenne una storyboard artist per la Warner Bros.., Marvel e Disney Television; ha lavorato come production designer, art director e co-produttrice. Ha ottenuto uno dei suoi primi lavori per la Filmation facendo gli sfondi degli storyboard sul He-Man and the Masters of the Universe. Ha anche lavorato al Mighty Mouse nel 1980 e al The Ren & Stimpy Show nei primi anni '90, ed è stata art director per FernGully - Le avventure di Zak e Crysta nel 1992 e lo scenografa per la Computer Warriors: The Adventure Begins e Playroom. Ha iniziato a lavorare per la DreamWorks come artista e scenografa e ha creato la storia per La strada per El Dorado, nel 2000, co-direttrice di Shrek (con Andrew Adamson), e Shark Tale (con Bibo Bergeron e Rob Letterman). Ha anche prodotto il film Lo, diretto da Travis Betz.

## Filmografia

### Regista

#### Lungometraggi
- Shrek, co-regia di Andrew Adamson (2001)
- Shark Tale, co-regia con Eric Bergeron e Rob Letterman (2005)
- Laureata... e adesso? (PostGrad) (2009)
- Spellbound - L'incantesimo (Spellbound) (2024)

## Riconoscimenti

### Premio BAFTA
- 2001 - Miglior film (Premio dei Bambini) per Shrek

### Festival di Cannes
- 2001 - Candidatura per la Palma d'Oro per Shrek

### Annie Awards
2001 - Miglior regia per Shrek